# Fem sanger for mannskor
Fem sanger for mannskor (Vijf liederen voor mannenkoor) is een compositie van Johan Halvorsen. Hij schreef een vijftal toonzettingen in de zomer van 1921 toen hij bij zijn vrienden Gina en David Vogt verbleef op Dvergsøya nabij Kristiansand. De vijf liederen zijn:
- Dobbeltportræt, op tekst van Herman Wildenvey
- Endnu et streif, op tekst van Lord Henry Somerset
- Der skreg en fugl, op tekst van Vilhelm Krag
- Kjenner du noko til ’n Skiberg’s Per (een volksliedje)
- Lied van Veslemøy, op tekst van Arne Garborg.

Of het vijftal liederen ooit in deze samenstelling is uitgevoerd is onbekend. Het laatste lied leidde al vanaf 1909 een los bestaan in allerlei varianten.